# Samuel Dickens
Samuel Dickens (* bei Roxboro, Person County, North Carolina; † 1840 im Madison County, Tennessee) war ein US-amerikanischer Politiker. Zwischen Dezember 1816 und März 1817 vertrat er den Bundesstaat North Carolina im US-Repräsentantenhaus.

## Werdegang
Nach einer guten Schulausbildung begann Samuel Dickens Anfang des 19. Jahrhunderts als Mitglied der von Thomas Jefferson gegründeten Demokratisch-Republikanischen Partei eine politische Laufbahn. Zwischen 1813 und 1815 sowie nochmals im Jahr 1818 war er Abgeordneter im Repräsentantenhaus von North Carolina. Nach dem Tod des Kongressabgeordneten Richard Stanford wurde Dickens bei der fälligen Nachwahl für den achten Sitz von North Carolina als dessen Nachfolger in das US-Repräsentantenhaus in Washington, D.C.  gewählt, wo er am 2. Dezember 1816 sein neues Mandat antrat. Bis zum 3. März 1817 konnte er aber nur die laufende Legislaturperiode im Kongress beenden.
1820 zog er in das Madison County in Tennessee, wo er im Jahr 1840 starb. Politisch war er nach 1817 nicht mehr in Erscheinung getreten.